# Angelica dentata
Angelica dentata là một loài thực vật có hoa trong họ Hoa tán. Loài này được (Chapm.) J.M.Coult. & Rose mô tả khoa học đầu tiên năm 1887.